# قرن أمارم (مودية)

تعديل مصدري - تعديل

قرن أمارم هي إحدى قرى عزلة مودية بمديرية مودية التابعة لمحافظة أبين، بلغ تعداد سكانها 77 نسمة حسب تعداد اليمن لعام 2004.